# Mondina
Una mondina (plural mondine), o mondariso (del verb italià mondare, netejar) és una treballadora de temporada als arrossars de les planes padaneses i venecianes de finals del segle xix i la primera meitat del XX.

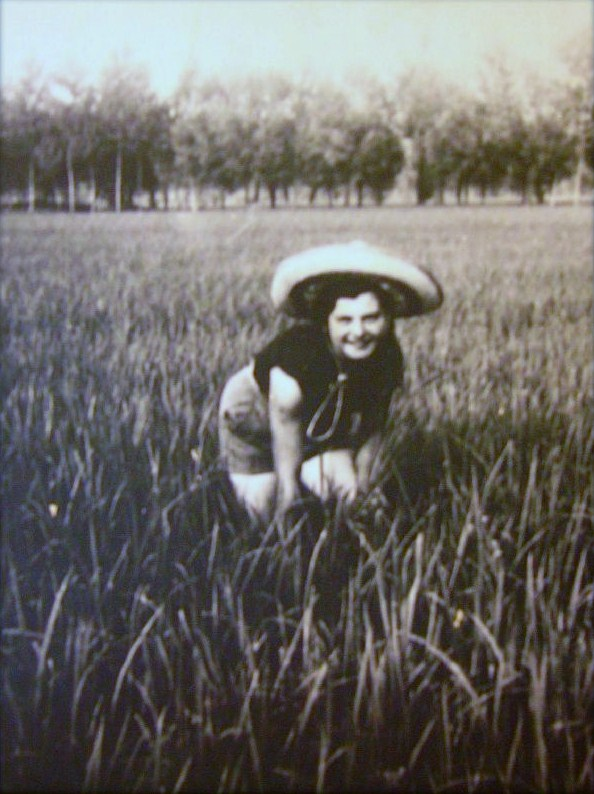
Una mondina.

## Lamonda
L'obra de monda (treure herbes), molt estesa al nord d'Itàlia entre finals del XIX i primera meitat del segle xx, consisteix en l'eliminació de les males herbes que creixen en els camps d'arròs i obstaculitzen el creixement de les joves plantes d'arròs. Té lloc durant el període d'inundació dels camps, des de finals d'abril fins a principis de juny, període durant el qual els delicats brots estan protegits, durant les primeres fases del seu desenvolupament, de les diferències de temperatura entre el dia i la nit. Inclou dues fases: trasplantament de plantes i poda de males herbes.
És una tasca extremadament esgotadora, realitzada per dones de les classes socials més pobres, procedents d'Emília-Romanya, Vèneto, Llombardia i Piemont per llogar la seva força de treball als arrossars de les províncies de Vercelli, Novara i Pavia. Les dones estan a l'aigua fins als genolls, descalces i l'esquena doblegada durant dies i dies. Per protegir-se dels insectes i del sol, porten un mocador i un barret d'ala ampla i pantalons curts o pantalons amples per no mullar-se la roba

## Reivindicacions

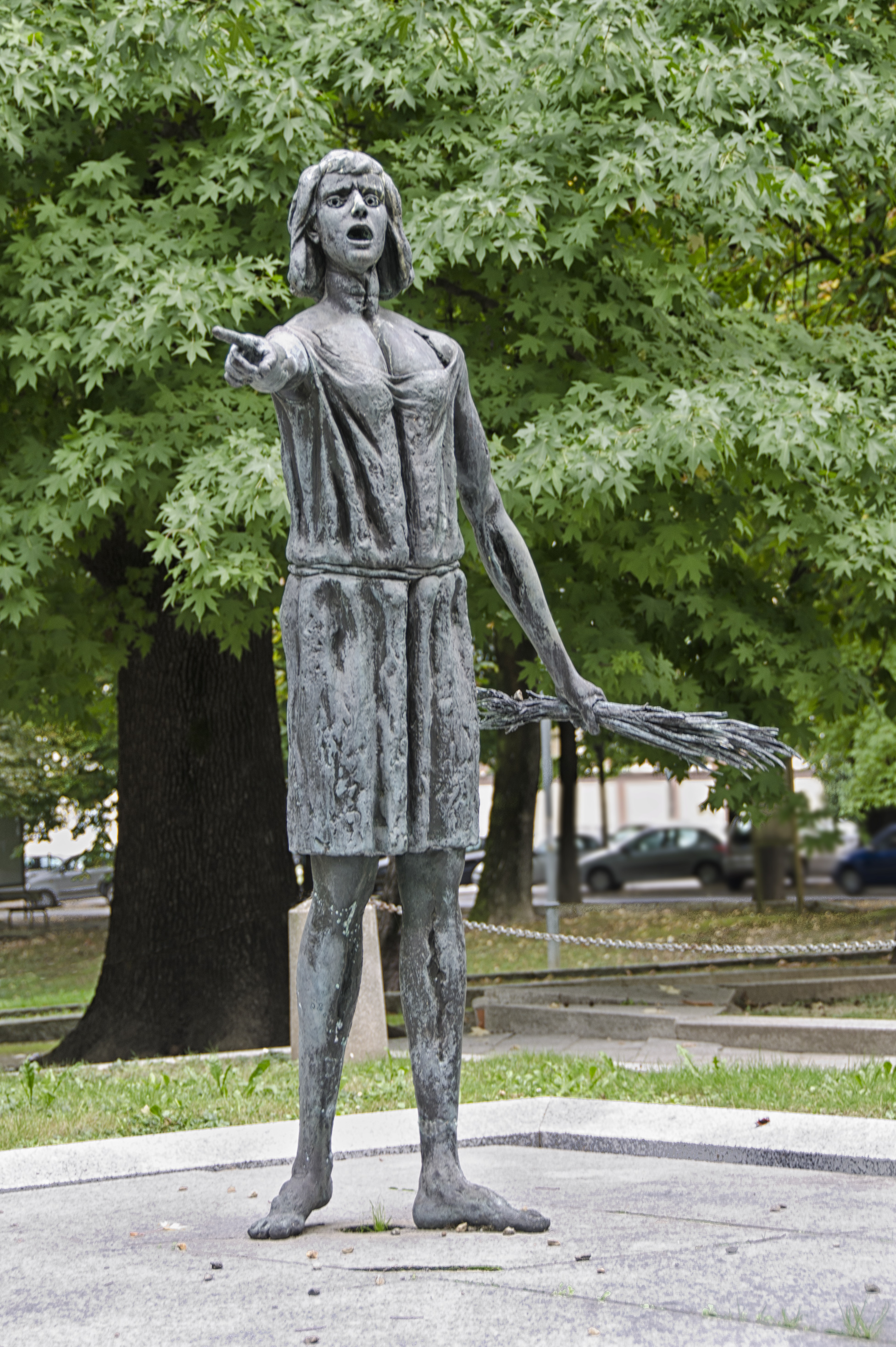
Monument a la mondina a Verceil.

Les condicions laborals són les pitjors, les hores de feina i la remuneració de les dones és significativament inferior a la dels homes. La insatisfacció augmenta fins a produir-se, en els primers anys del segle xx, moviments de revolta i disturbis. Les lluites contra els padroni són contrarestades per la presència de clandestines, treballadores estacionals encara més pobres i disposats a fer qualsevol cosa per obtenir feina. Les seves germanes les descriuen com a crumire (trencadores de vaga). La principal demanda, reflectida per la cançó Se otto ore vi sembran poche, de limitar la jornada laboral a vuit hores, es va satisfer finalment entre 1906 i 1909, quan tots els municipis de la província de Vercelli van tenir en compte aquests requisits.

## Popularitat

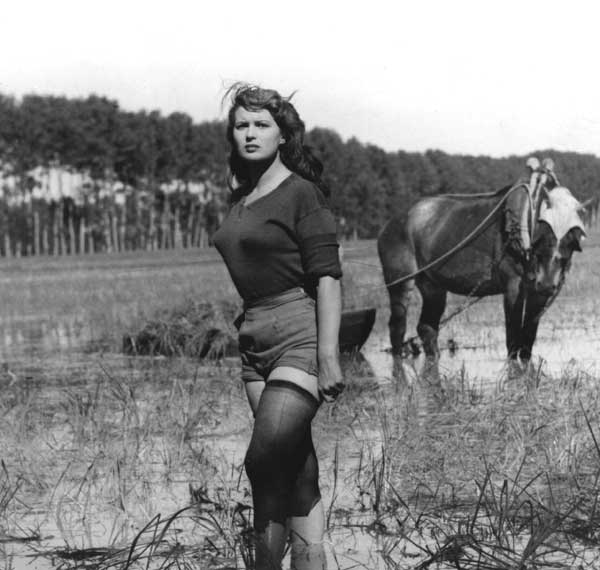
Silvana Mangano a Arròs amarg.

El treball d'aquestes dones ha inspirat moltes cançons populars com Bella Ciao,represa en particular per Giovanna Marini, seguint les petjades de Giovanna Daffini, obres literàries o cinematogràfiques, sent la més representativa la pel·lícula Arròs amarg de Giuseppe de Santis, obra mestra el 1949, del neorealisme italià.

## Arrossars delsmondine

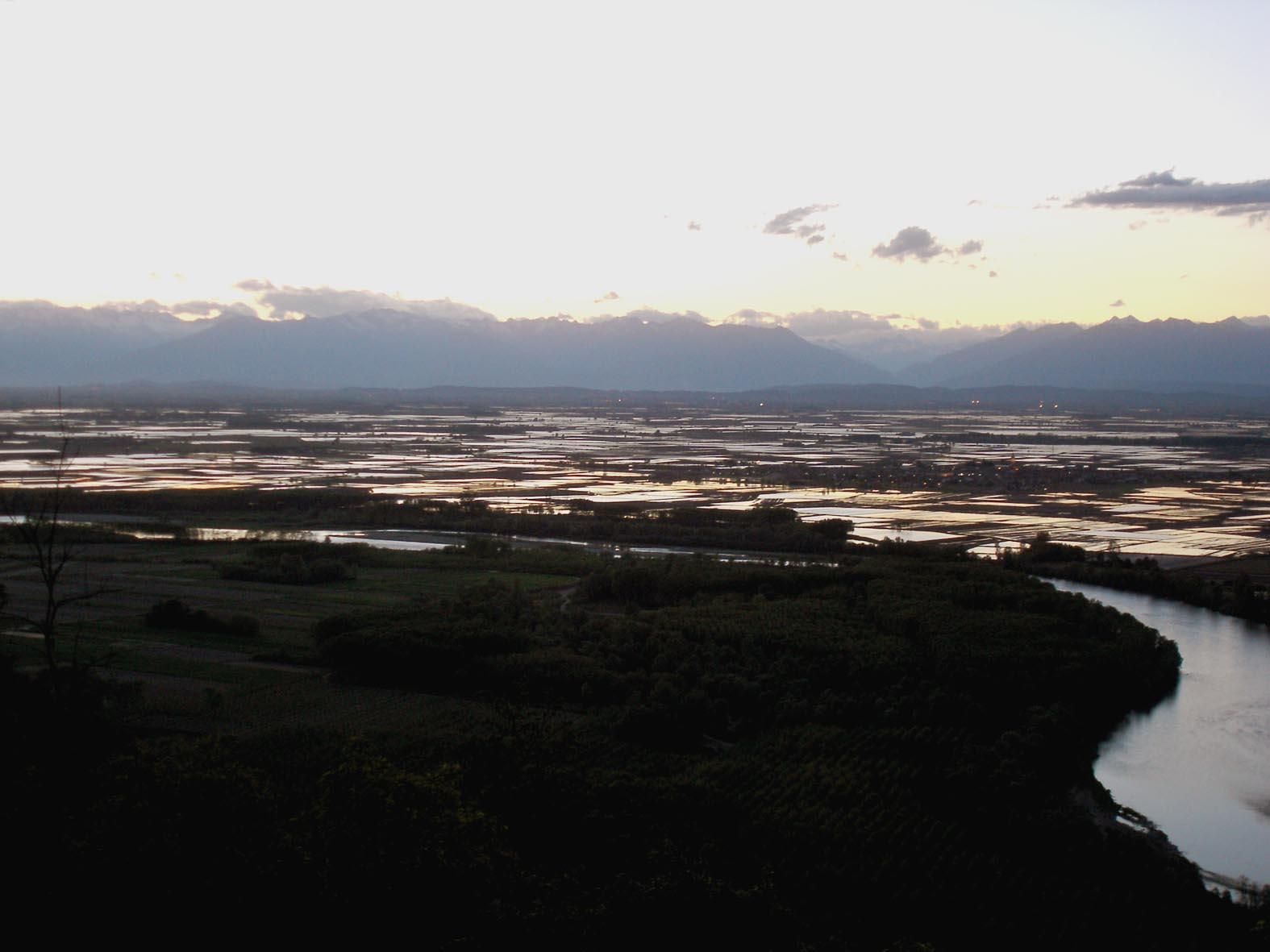
Arrossars a Trino a la província de Vercelli.
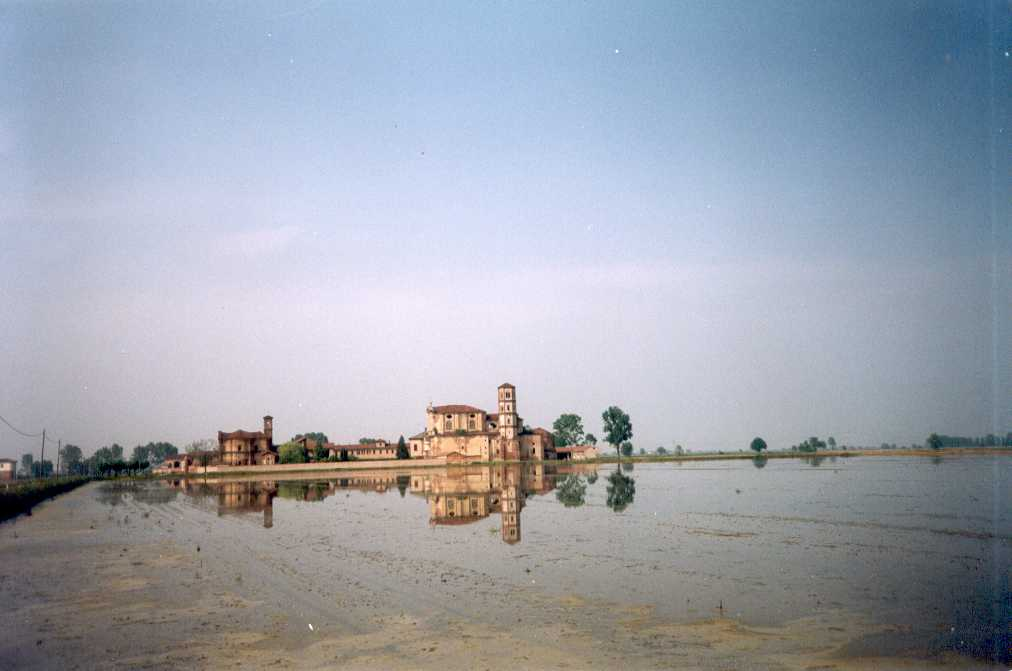
Arrossars de l'Abadia de Lucedio a Trino.
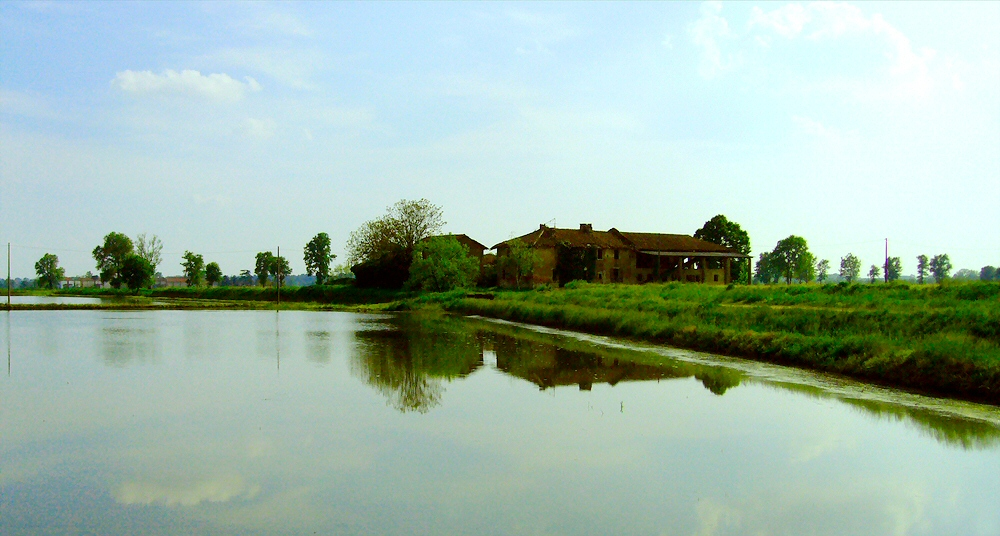
Arrossar a Vigevano a la Província de Pavia.
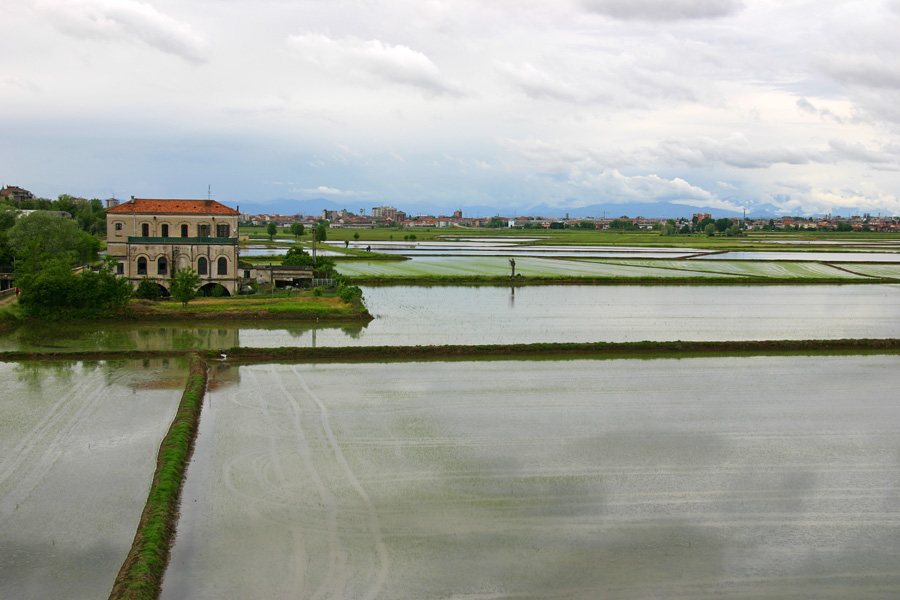
Arrossars a prop de Novara al mes de maig.
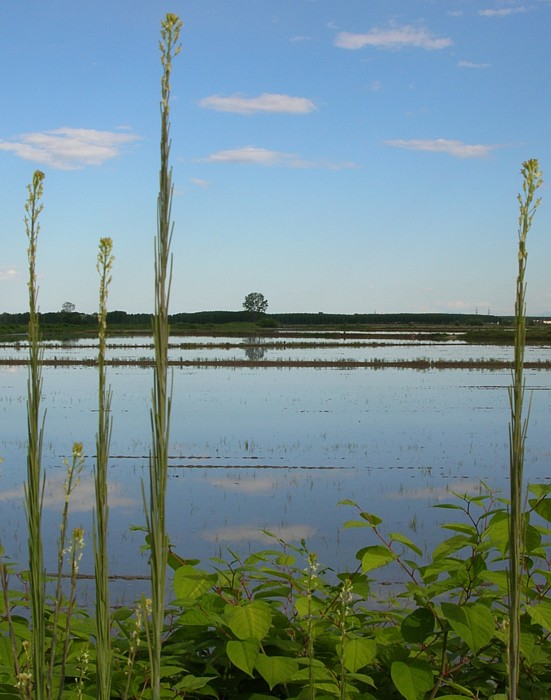
Arrossars a prop de Vercelli.
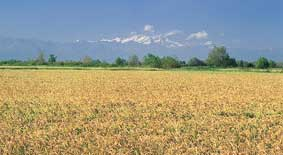
Arròs a maduresa a Desana a prop de Vercelli.
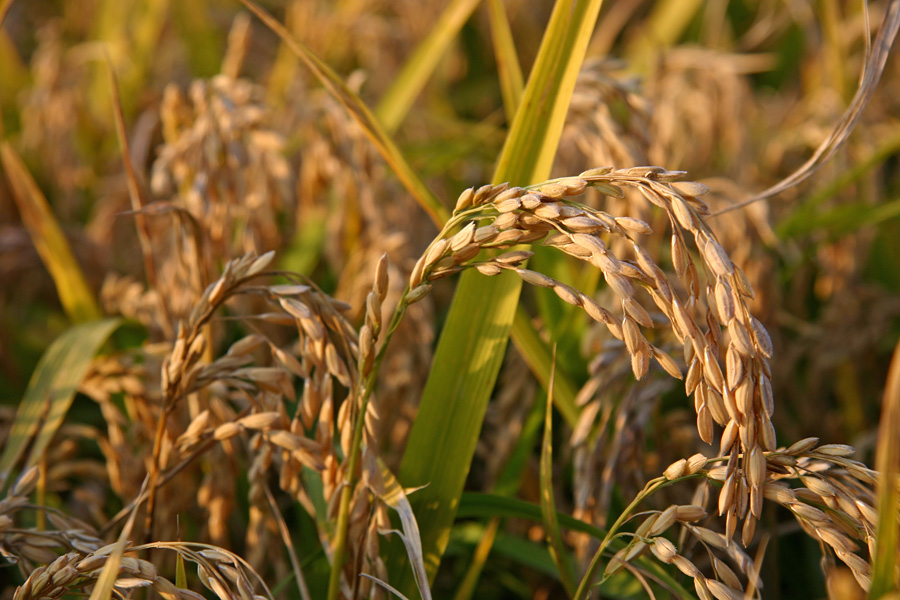
Plant d'arròs a maduresa a la província de Novara.
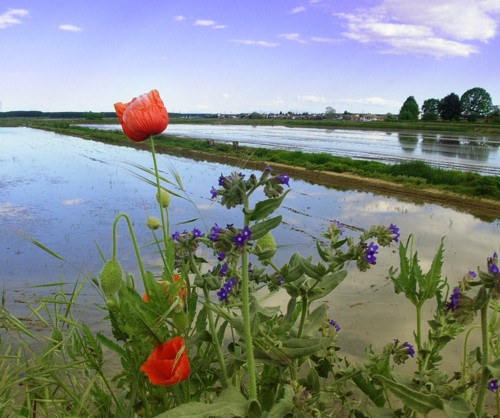
Arrossars entra Novara i Vercelli.